# Bur Agusen
Bur Agusen är ett berg i Indonesien.   Det ligger i provinsen Aceh, i den västra delen av landet, 1 500 km nordväst om huvudstaden Jakarta. Toppen på Bur Agusen är 1 543 meter över havet, eller 79 meter över den omgivande terrängen. Bredden vid basen är 0,98 km.
Terrängen runt Bur Agusen är kuperad åt nordost, men åt sydväst är den bergig. Trakten runt Bur Agusen är nära nog obefolkad, med mindre än två invånare per kvadratkilometer. I omgivningarna runt Bur Agusen växer i huvudsak städsegrön lövskog.